# Cougars de Saint-Ouen-l'Aumône
 (février 2019).
 (février 2019).
Stade
Maillots
Champion de France Élite 
2015 et 2016
Saison en cours
Les Cougars de Saint-Ouen-l'Aumône, club français de football américain basé à Saint-Ouen-l'Aumône en banlieue parisienne, fondé en 1989 par Patrick Pligersdorffer et qui évolue parmi l'élite française depuis 2000.
Sous la présidence de Pierre Verquin (1993-2004) le club connait son premier gros développement avec la création des équipes de jeunes et les premiers titres de champions de France.
Depuis 2007, Emmanuel Davenel (ancien joueur) a repris la présidence et permet au club de poursuivre sur une nouvelle dynamique.
L'acquisition du terrain synthétique exclusivement consacré au football américain en est un des exemples.

## Palmarès
| Compétitions nationales | Équipe réserve (Sénior B)                                                      |
| - Division 1 (Élite) - Champion (2) : 2015 et 2016 - Division 2 - Champion (1) : 1999 - Division 3 - Vice-Champion (1) : 1995 | - Championnat d'Île-de-France - Champion (1) : 2013 - Vice-champion (1) : 2012 |
| Compétitions Juniors | Compétitions Cadets                                                            |
| - Championnat de France U19 - Champion (4) : 2002, 2003, 2008, 2009                                                           | - Championnat de France U16 - Champion (2) : 2005, 2006                        |

## Bilan saison par saison

### Tableau récapitulatif
| Championnat de France | Championnat de France | Championnat de France                             | Championnat de France                             | Championnat de France                             | Championnat de France                             | Championnat de France                             | Championnat de France                             | Championnat de France                             | Championnat de France                             | Championnat de France                             | Championnat de France                             | Coupe d’Europe                                    |
| Saison                | Division              | Classement                                        | M.J.                                              | Vic.                                              | Nuls                                              | Déf.                                              | For.                                              | Pts pour                                          | Pts Contre                                        | Playoffs                                          | Barrages                                          | Coupe d’Europe                                    |
| --------------------- | --------------------- | ------------------------------------------------- | ------------------------------------------------- | ------------------------------------------------- | ------------------------------------------------- | ------------------------------------------------- | ------------------------------------------------- | ------------------------------------------------- | ------------------------------------------------- | ------------------------------------------------- | ------------------------------------------------- | ------------------------------------------------- |
| 1993(1)               | D2                    | 3e poule                                          | 3                                                 | 2                                                 | 0                                                 | 1                                                 | 0                                                 | 58                                                | 36                                                | -                                                 | -                                                 | -                                                 |
| 1994(1)               | D2                    | 3e poule                                          | 5                                                 | 3                                                 | 0                                                 | 2                                                 | 0                                                 | 54                                                | 91                                                | Huitième de finaliste                             | -                                                 | -                                                 |
| 1995                  | D3                    | 1er poule                                         | 7                                                 | 7                                                 | 0                                                 | 0                                                 | 0                                                 | 332                                               | 17                                                | Finaliste                                         | -                                                 | -                                                 |
| 1996                  | D2                    | 2e poule                                          | 11                                                | 4                                                 | 0                                                 | 7                                                 | 0                                                 | 188                                               | 189                                               | -                                                 | -                                                 | -                                                 |
| 1997                  | D2                    | 2e poule                                          | 8                                                 | 5                                                 | 0                                                 | 3                                                 | 0                                                 | 137                                               | 130                                               | Huitième de finaliste                             | -                                                 | -                                                 |
| 1998                  | D2                    | 1er poule                                         | 5                                                 | 4                                                 | 0                                                 | 1                                                 | 0                                                 | 106                                               | 35                                                | Demi-finaliste                                    | -                                                 | -                                                 |
| 1999                  | D2                    | 1er poule                                         | 6                                                 | 6                                                 | 0                                                 | 0                                                 | 0                                                 | 238                                               | 30                                                | Champion                                          | -                                                 | -                                                 |
| 2000                  | D1                    | 3e poule                                          | 8                                                 | 1                                                 | 0                                                 | 7                                                 | 0                                                 | 108                                               | 291                                               | -                                                 | -                                                 | -                                                 |
| 2001                  | D1                    | 2e poule                                          | 8                                                 | 4                                                 | 0                                                 | 4                                                 | 0                                                 | 152                                               | 100                                               | Demi-finaliste                                    | -                                                 | -                                                 |
| 2002                  | D1                    | 3e poule                                          | 10                                                | 2                                                 | 0                                                 | 8                                                 | 0                                                 | 177                                               | 275                                               | 1er tour (Wild-Cards)                             | -                                                 | -                                                 |
| 2003                  | D1                    | 5e                                                | 8                                                 | 1                                                 | 1                                                 | 6                                                 | 0                                                 | 86                                                | 271                                               | -                                                 | -                                                 | -                                                 |
| 2004                  | D1                    | 5e                                                | 10                                                | 2                                                 | 0                                                 | 8                                                 | 0                                                 | 128                                               | 216                                               | -                                                 | -                                                 | -                                                 |
| 2005                  | D1                    | 4e poule sud                                      | 10                                                | 2                                                 | 0                                                 | 8                                                 | 0                                                 | 90                                                | 311                                               | -                                                 | -                                                 | -                                                 |
| 2006                  | D1                    | 1er poule nord                                    | 10                                                | 6                                                 | 0                                                 | 4                                                 | 0                                                 | 210                                               | 220                                               | Demi-finaliste                                    | -                                                 | -                                                 |
| 2007                  | D1                    | 3e poule nord                                     | 10                                                | 4                                                 | 0                                                 | 6                                                 | 0                                                 | 121                                               | 153                                               | -                                                 | -                                                 | -                                                 |
| 2008                  | D1                    | 3e poule nord                                     | 10                                                | 5                                                 | 0                                                 | 5                                                 | 0                                                 | 142                                               | 125                                               | -                                                 | -                                                 | -                                                 |
| 2009                  | D1                    | 4e poule nord                                     | 10                                                | 4                                                 | 0                                                 | 6                                                 | 0                                                 | 163                                               | 170                                               | -                                                 | -                                                 | -                                                 |
| 2010                  | D1                    | 4e                                                | 10                                                | 6                                                 | 0                                                 | 4                                                 | 0                                                 | 223                                               | 167                                               | Demi-finaliste                                    | -                                                 | EFAF Cup, Poules                                  |
| 2011                  | D1                    | 5e                                                | 10                                                | 4                                                 | 1                                                 | 5                                                 | 0                                                 | 297                                               | 259                                               | -                                                 | -                                                 | EFAF Cup, Poules                                  |
| 2012                  | D1                    | 8e                                                | 10                                                | 1                                                 | 0                                                 | 9                                                 | 0                                                 | 71                                                | 248                                               | -                                                 | D1/D2, victoire                                   | -                                                 |
| 2013                  | D1                    | 7e                                                | 10                                                | 4                                                 | 1                                                 | 5                                                 | 0                                                 | 204                                               | 220                                               | -                                                 | -                                                 | -                                                 |
| 2014                  | D1                    | 5e                                                | 8                                                 | 5                                                 | 0                                                 | 3                                                 | 0                                                 | 312                                               | 198                                               | -                                                 | -                                                 | -                                                 |
| 2015                  | D1                    | 1er                                               | 10                                                | 9                                                 | 1                                                 | 0                                                 | 0                                                 | 340                                               | 182                                               | Champion                                          | -                                                 | -                                                 |
| 2016                  | D1                    | 1er poule nord                                    | 9                                                 | 7                                                 | 0                                                 | 2                                                 | 0                                                 | 251                                               | 172                                               | Champion                                          | ?                                                 | ?                                                 |
| 2017                  | D1                    | 3e poule nord                                     | 10                                                | 5                                                 | 0                                                 | 5                                                 | 0                                                 | 299                                               | 298                                               | -                                                 | ?                                                 | ?                                                 |
| 2018                  | D1                    | 5e (poule unique)                                 | 10                                                | 5                                                 | 1                                                 | 4                                                 | 0                                                 | 302                                               | 202                                               | -                                                 | ?                                                 | ?                                                 |
| 2019                  | D1                    | 3e conférence nord                                | 10                                                | 6                                                 | 0                                                 | 4                                                 | 0                                                 | 197                                               | 133                                               | Finaliste                                         | ?                                                 | ?                                                 |
| 2020                  | D1                    | Saison annulée à cause de la pandémie de Covid-19 | Saison annulée à cause de la pandémie de Covid-19 | Saison annulée à cause de la pandémie de Covid-19 | Saison annulée à cause de la pandémie de Covid-19 | Saison annulée à cause de la pandémie de Covid-19 | Saison annulée à cause de la pandémie de Covid-19 | Saison annulée à cause de la pandémie de Covid-19 | Saison annulée à cause de la pandémie de Covid-19 | Saison annulée à cause de la pandémie de Covid-19 | Saison annulée à cause de la pandémie de Covid-19 | Saison annulée à cause de la pandémie de Covid-19 |

- Champion ou vainqueur
- Vice-champion ou finaliste
- Promu
- Barrage de promotion
- Relégué
- Barrage de relégation

(1) Résultats incomplets.

### Bilans
Statistiques arrêtées au 20 juin 2015.
| Compétition           | Type           | Participations | M.J. | Vic. | Nuls | Déf. | For. | Pts pour | Pts Contre |
| --------------------- | -------------- | -------------- | ---- | ---- | ---- | ---- | ---- | -------- | ---------- |
| Championnat de France |                |                |      |      |      |      |      |          |            |
| Division 1 (Élite)    | Saison         | 16             | 152  | 60   | 4    | 87   | 0    | 2824     | 3406       |
| Division 1 (Élite)    | Playoffs       | 5              | 7    | 3    | 0    | 4    | 0    | 157      | 179        |
| Division 1 (Élite)    | Barrages D1/D2 | 1              | 1    | 1    | 0    | 0    | 0    | 46       | 21         |
| Division 1 (Élite)    | Total          | 16             | 160  | 64   | 4    | 91   | 0    | 3027     | 3606       |
| Division 2            | Saison(1)      | 6              | 38   | 24   | 0    | 14   | 0    | 781      | 511        |
| Division 2            | Playoffs       | 4              | 8    | 5    | 0    | 3    | 0    | 131      | 89         |
| Division 2            | Total          | 6              | 46   | 29   | 0    | 17   | 0    | 912      | 600        |
| Division 3            | Saison         | 1              | 7    | 7    | 0    | 0    | 0    | 332      | 17         |
| Division 3            | Playoffs       | 1              | 4    | 3    | 0    | 1    | 0    | 92       | 38         |
| Division 3            | Total          | 1              | 11   | 10   | 0    | 1    | 0    | 424      | 55         |
| Total France          | Total France   | 23             | 217  | 103  | 4    | 109  | 0    | 4363     | 4271       |
| Coupe d'Europe (EFAF) |                |                |      |      |      |      |      |          |            |
| EFAF Cup              | Poules         | 2              | 4    | 2    | 0    | 2    | 0    | 94       | 61         |
| EFAF Cup              | Playoffs       | 0              | 0    | 0    | 0    | 0    | 0    | 0        | 0          |
| EFAF Cup              | Total          | 2              | 4    | 2    | 0    | 2    | 0    | 94       | 61         |
| Total Europe          | Total Europe   | 2              | 4    | 2    | 0    | 2    | 0    | 94       | 61         |
| TOTAL                 | TOTAL          | TOTAL          | 221  | 105  | 4    | 111  | 0    | 4457     | 4332       |

(1) Résultats incomplets.

## Joueurs Notables
- Hervé Gomez
- Olivier Montausier
- Scott Larkee
- Joey Weidle
- Chris Kovalcik
- Tony Case
- Matt Polhemus
- Matt Rhodes
- Michel Arsenault
- Kevin Craft
- Marc Verica
- Derek Toon
- Dennis Godfrey
- Tim Willman
- Tanner Price
- Xavier Mas
- Stéphane Bago

## Infrastructure
Le club évolue sur le Stade Escutary situé au 13 rue Léo Lagrange à Saint Ouen l’Aumône. Il s'agit d'un terrain en gazon synthétique.

## Anecdote
Les Saint-Ouennais se sont d'abord appelés les Firebirds puis les Mustangs avant de prendre l'appellation définitive des Cougars en 1990, un patronyme choisi par l'entraîneur de l'époque, le pasteur américain Denis Hickey, en hommage à l'équipe universitaire des Kansas State Wildcats, dont il a traduit le nom et dont le logo est très proche de celui du club.